# Hatun
Hatun (persky خاتون‎, khātūn) je perské jméno (původem z východoperské Sogdštiny), které bylo v době Osmanské říše používáno jako ženský titul.

## Čestný titul
Za dob Osmanské říše (1299-1923) byl termín hatun používaný jako titul pro ženy; ekvivalentem v angličtině se rovnal titulu lady, v Evropě pak dámy. Jako většina tureckých titulů byl i tento uváděn za křestním jménem. Ženy tak byly tradičně oslovovány hatun, včetně následujících:
- Hayme Hatun (1176 – 1268), manželka Suleymana Şaha, vůdce kmene Kayı oghuzských Turků
- Melike Mama Hatun, vládkyně jednoho z turkických kmenů v letech 1191–1200
- Gürcü Hatun (1237 – 1286), gruzínská princezna a manželka Kajkhusrava II.
- Malhun Hatun (? – listopad 1323), manželka prvního osmanského sultána Osmana I.
- Gülçiçek Hatun (14. století), manželka sultána Murada I.
- Devlet Hatun (? – 1411), manželka sultána Bajezida I.
- Gülfem Hatun (? – 1561/62), konkubína sultána Sulejmana I.
- Şemsiruhsar Hatun (? – 1613), konkubína sultána Murada III.
- Nene Hatun (1857–1955), turecká lidová hrdinka

## Valide Hatun
Valide Hatun byl titul, který byl udělován do 16. století pouze matkám vládnoucího sultána. Ženy, které tento titul získaly, byly například:
- Nilüfer, Valide Hatun (1362–1383) za vlády jejího syna Murada I.
- Devlet, Valide Hatun (1413–1414) za vlády jejího syna Mehmeda I.
- Emine, Valide Hatun (1421–1449) za vlády jejího syna Murada II.
- Hüma, Valide Hatun (1444–1446) za vlády jejího syna Mehmeda II.
- Emine Gülbahar, Valide Hatun (1481–1492) za jejího syna Bajezida II.

## Využití jako křestní jméno
- Ayşe Hatun Önal, turecká modelka
- Hatun Sürücü, německá oběť vraždy